# Samsung es70
Samsung ES70 är en kompaktkamera från Samsung. 